# Model de satèl·lit

Bus de satèl·lit de comunicacions i el mòdul de càrrega útil

Un model de satèl·lit o bus satel·litari és el model general en la producció de diversos satèl·lits que estan sovint basats les naus espacials. El bus és la infraestructura d'una nau espacial, proporcionant en general les zones per a la càrrega útil (típicament experiments o instruments espacials).
S'utilitzen normalment per a satèl·lits en geosíncrons, particularment els satèl·lits de comunicacions, però també s'utilitzen en les naus espacials que ocupen òrbites més baixes, de tant en tant incloent missions en òrbita terrestre baixa.
Un satèl·lit amb bus determinat s'utilitza en oposició als que són construïts de manera única, com ara el Prospero X-3. Els satèl·lits amb busos determinats són normalment personalitzats als requisits dels usuaris, per exemple amb sensors especialitzats o transpondedors, per tal d'aconseguir un objectiu específic.

## Exemples
Alguns bus de satèl·lits es poden incloure:
- Boeing 702
- Eurostar d'Astrium
- Loral 1300
- Lockheed Martin Space Systems A2100
- Modular Common Spacecraft Bus
- STAR Bus
- DS2000
- I-1K, I-2K, I-3K, I-4K, i Indian Mini Satellite bus de l'ISRO